# Derepodichthys alepidotus
Derepodichthys alepidotus, es una especie de pez actinopeterigio marino, la única del género monotípico Derepodichthys de la familia de los zoárcidos.

## Morfología
Con el cuerpo alargado en forma de cinta, la aleta caudal es difícil de distinguir de las aletas dorsal y anal, mientras que las aletas pélvicas están colocadas hacia delante por debajo del ojo, con una longitud máxima descrita de cm.

## Distribución y hábitat
Se distribuye por aguas de la costa americana del este del océano Pacífico, desde el archipiélago de Haida Gwaii (Canadá) al norte, hasta el Golfo de California (México) al sur. Son peces de aguas profundas, de comportamiento batipelágico y demersal, que prefieren un rango de profundidad entre los 1000 m y los 2904 m.